# 方坰
方坰（1762年—1835年），字思臧，号子春，又号朔夫，平湖人。
生于乾隆五十七年，侍母至孝。早年師從徐熊飛學詩，笃志程朱理学。嘉庆九年（1804年）丙子举人，道光十年，授武义县训导。道光十四年，选授钱塘训导，未到任而卒，年四十三岁。著有《生斋诗文稿》十七卷，《生斋日知录》三卷，《生斋日识》二卷等。